# Cautivos del mal
Cautivos del mal (The Bad and the Beautiful) es una película estadounidense de 1952 que cuenta la historia de un tiránico y manipulador productor de cine. La película, con guion de George Bradshaw y Charles Schnee y dirigida por Vincente Minnelli, contó con Lana Turner, Kirk Douglas, Walter Pidgeon, Dick Powell, Barry Sullivan y Gloria Grahame como actores principales. 
Candidata al Óscar a la mejor película, Cautivos del mal triunfó en las categorías de mejor actriz secundaria (Gloria Grahame), mejor dirección artística en blanco y negro (Cedric Gibbons, Edward Carfagno, Edwin B. Willis, F. Keogh Gleason), mejor fotografía, mejor vestuario y mejor guion original. Kirk Douglas fue candidato al premio al mejor actor.

## Argumento
En Hollywood, el director Fred Amiel (Barry Sullivan), la actriz Georgia Lorrison (Lana Turner) y el escritor James Lee Bartlow (Dick Powell) se niegan a hablar con Jonathan Shields (Kirk Douglas) en París en el momento de su declive. El productor Harry Pebbel (Walter Pidgeon) los reúne para saber cuáles son las historias de los tres contertulios sobre Shields. Ahora, años después, los tres le echarán en cara que fue un productor sin escrúpulos que trató de alcanzar el éxito sin reparar en las personas a las que traicionaba o engañaba.

## Reparto
| Actor          | Personaje                                |
| -------------- | ---------------------------------------- |
| Lana Turner    | Georgia Lorrison                         |
| Kirk Douglas   | Jonathan Shields                         |
| Walter Pidgeon | Harry Pebbel                             |
| Dick Powell    | James Lee Bartlow                        |
| Barry Sullivan | Fred Amiel                               |
| Gloria Grahame | Rosemary Bartlow                         |
| Gilbert Roland | Victor 'Gaucho' Ribera                   |
| Leo G. Carroll | Henry Whitfield, un director británico   |
| Vanessa Brown  | Kay Amiel, esposa de Fred                |
| Paul Stewart   | Syd Murphy                               |
| Sammy White    | Gus, el temperamental agente de Lorrison |
| Elaine Stewart | Lila                                     |
| Ivan Triesault | Von Ellstein                             |

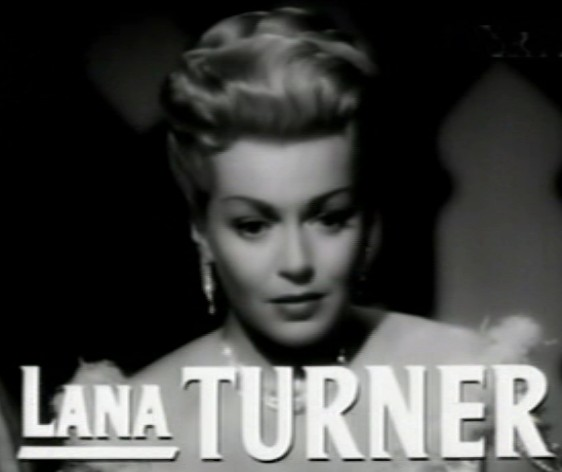
Presentación de Lana Turner
en el reclamo de la película.

Ha habido siempre un debate sobre cuáles son los personaje de la vida real en los que se inspiró Minnelli para los de esta película. Siempre se ha creído que Jonathan Shields era una mezcla entre David O. Selznick, Orson Welles y Val Lewton. La película de Lewton Cat People se asemeja claramente a la película en la que están trabajando Shields-Amiel en los primeros años. El personaje de Georgia Lorrison se asemeja a la hija de John Barrymore (Diana Barrymore que empezó justo en el momento de la muerte de su padre), aunque también hay elementos del personaje que recuerdan a la exmujer de Minnelli Judy Garland. El director Henry Whitfield (Leo G. Carroll) recuerda un poco a Alfred Hitchcock, y su asistente Miss March (Kathleen Freeman) parece inspirada en la mujer de Hitchcock, Alma Reville.

## Premios

### Oscar 1952
| Categoría                                              | Persona                                                   | Resultado |
| ------------------------------------------------------ | --------------------------------------------------------- | --------- |
| Óscar al mejor actor                                   | Kirk Douglas                                              | Candidato |
| Mejor actriz de reparto                                | Gloria Grahame                                            | Ganador   |
| Óscar al mejor guion adaptado                          | Charles Schnee                                            | Ganador   |
| Óscar a la mejor fotografía en blanco y negro          | Robert Surtees                                            | Ganador   |
| Óscar a la mejor dirección artística en blanco y negro | Cedric Gibbons Edward Carfagno Edwin Willis Keogh Gleason | Ganadores |
| Óscar al mejor diseño de vestuario en blanco y negro   | Helen Rose                                                | Ganador   |